# The Best of Van Morrison
The Best of Van Morrison è un album raccolta del cantautore britannico Van Morrison, pubblicato nel 1990.

## Il disco
Si tratta della prima compilation ufficiale di Van Morrison e contiene canzoni registrate nell'arco di 25 anni, dal 1965 al 1989. Il disco ha raggiunto le posizioni più alte delle classifiche britanniche e australiane e ha avuto un buon successo anche negli Stati Uniti. 

## Tracce
Tutte le tracce sono di Van Morrison tranne dove indicato. L'edizione 1998 contiene anche il brano Days Like This come settima traccia. Il resto delle tracce segue l'ordine qui presente e la compilation contiene in totale 21 tracce. La versione LP originale, inoltre, omette ''Wonderful Remark'', ''Full Force Gale'', ''Queen of the Slipstream'' e ''Dweller on the Threshold'', mentre la versione cassetta omette solo le ultime due tracce.
1. Bright Side of the Road – 3:45
2. Gloria – 2:37
3. Moondance – 4:31
4. Baby, Please Don't Go (Big Joe Williams) – 3:03
5. Have I Told You Lately – 4:18
6. Brown Eyed Girl – 3:03
7. Sweet Thing – 4:22
8. Warm Love – 3:21
9. Wonderful Remark – 3:58
10. Jackie Wilson Said (I'm in Heaven When You Smile) – 2:57
11. Full Force Gale – 3:12
12. And It Stoned Me – 4:30
13. Here Comes the Night (Bert Berns) – 2:46
14. Domino – 3:08
15. Did Ye Get Healed? – 4:06
16. Wild Night – 3:31
17. Cleaning Windows – 4:42
18. Whenever God Shines His Light (duetto con Cliff Richard) – 4:54
19. Queen of the Slipstream – 4:53
20. Dweller on the Threshold (Morrison, Hugh Murphy) – 4:47

## Classifiche
| Anno | Classifica                          | Posizione raggiunta |
| ---- | ----------------------------------- | ------------------- |
| 1990 | Regno Unito (Official Albums Chart) | 4                   |
| 1990 | Australia (ARIA Charts)             | 1                   |
| 1990 | Stati Uniti (Billboard 200)         | 41                  |